# Conops velutinus
Conops velutinus är en tvåvingeart som beskrevs av Krober 1915. Conops velutinus ingår i släktet Conops och familjen stekelflugor. Inga underarter finns listade i Catalogue of Life.